# بولاجالی (قره‌عیسی‌لی)
بولاجالی (به ترکی استانبولی: Bolacalı) یک منطقهٔ مسکونی در ترکیه است که در کارایسالی واقع شده‌است.